# Сърфиране
Сърфирането (от термина на английски: surfing – сърфинг) e воден спорт.
При него сърфиращият (сърфист), използвайки дъска-плъзгач (сърфборд), се хлъзга (пързаля) по склона на вълната (surf е различно от wave), която на някои места в някои сезони достига до височина повече от 3-етажна сграда. Има различна големина на вълните. Сърфистите се качват на сърфа и трябва да се задържат на него.
- Сърфиране
- Сърфиране
- Мазане на сърфборд с вакса
- „Паркирани“ сърфбордове